# Ахрар (партия)
Ахрар (также Азадлыгсевяр; азерб. Əhrar, Azadlıqsevər) — политическая партия, действовавшая в Азербайджанской Демократической Республики в начале XX века (1918—1920). 

## Создание
Партия была основана осенью 1918 года в Баку. Председателем и лидером партии был Аслан бек Кардашев.

### В парламенте и правительстве
Свою деятельность партия «Ахрар» осуществляла в основном в рамках одноименной фракции, представленной в парламенте Азербайджанской Демократической Республики. Членами фракции были Аслан бек Кардашев, Рашид-Хан Капланов, Абдулла бек Эфендизаде, Гариб Керим оглы, Байрам Ниязи Кичикханлы и другие.
Заявления от имени партии озвучил Абдулла бек Эфендизаде на заседании парламента 26 декабря. В декларации приветствовалось создание Азербайджанской Демократической Республики и критиковалась деятельность правительства. В связи с аграрной реформой партия «Ахрар» выступала за раздачу земли среди крестьян, а в отношении рабочих — за 8 часовой рабочий день. 
В области внешней политики партия, предпочитала устанавливать и развивать дружественные отношения с соседними республиками, уделяла особое внимание защите независимости и прав всех народов на Кавказе.
14 апреля 1919 года члены фракции «Ахрар» — Рашид-Хан Капланов и Аслан бек Кардашев вошли в состав правительства во главе которого стоял Насиб бек Уссуббеков. Рашид-Хан Капланов занял должность министра просвещения и вероиспововедания, а Аслан бек Кардашев — занял должность министра сельского хозяйства и государственного имущества.
Позже фракция фракция «Ахрар» также присоединилась к социалистической фракции, которая критиковала правительство за затягивание аграрных реформ, касающихся крестьян.

### Кризис и апрельская оккупация
В правительстве, которое возглавлял Уссуббеков, Рашид-Хан Капланов был назначен министром торговли и промышленности АДР. Накануне апрельской оккупации Иттихад, социалисты и «Ахрар» объединились, чтобы проявить недоверие к правительству, усугубив тем самым кризис власти накануне интервенции 11-й Красной Армии. В заявлении Ахрара говорится, что ситуация усугублялась тем, что большинство правительства не хотело идти на радикальные (т.е. социалистические) шаги.
15 апреля 1920 года Аслан бек Кардашев выступил с заявлением о выходе представителей «Ахрар» из коалиционного правительства. После этого фракция «Ахрар» и фракция «Иттихад» Мамед-Гасана Хаджинского премьер-министром и сформировать новое правительство с большевиками, но было слишком поздно. Большевики не согласились на коалицию и направили парламенту ультиматум о передаче власти. При обсуждении этого неоднозначного документа, помимо «Мусавата» , Аслан-бек Кардашев вместе со всеми лидерами партии проголосовал за принятие ультиматума и передачу власти большевикам. После того, как 28 апреля в Баку вошла 11-я Красная Армия, парламент АДР и все политические партии были распущены. Это и положило конец деятельности партии «Ахрар».